# Nuzbely
Nuzbely (německy Nusbel) jsou malá vesnice, část obce Radenín v okrese Tábor v Jihočeském kraji. Nachází se asi dva kilometry severně od Radenína v těsné blízkosti vsi Hroby. Je zde evidováno 23 adres. V roce 2011 zde trvale žilo 54 obyvatel.
Nuzbely leží v katastrálním území Hroby o výměře 3,03 km² a protéká jimi Turovecký potok.

## Historie
První písemná zmínka o vesnici pochází z roku 1250.

## Obyvatelstvo
| Rok            | 1869 | 1880 | 1890 | 1900 | 1910 | 1921 | 1930 | 1950 | 1961 | 1970 | 1980 | 1991 | 2001 | 2011 | 2021 |
| -------------- | ---- | ---- | ---- | ---- | ---- | ---- | ---- | ---- | ---- | ---- | ---- | ---- | ---- | ---- | ---- |
| Počet obyvatel | 164  | 123  | 99   | 97   | 68   | 82   | 89   | 63   | 64   | 60   | 59   | 52   | 48   | 54   | 51   |
| Počet domů     | 17   | 14   | 18   | 14   | 14   | 15   | 17   | 19   | 19   | 16   | 16   | 19   | 22   | 24   | 24   |

## Obecní správa
Při sčítání lidu v letech 1850–1929 Nuzbely byly osadou obce Kozmice v okrese Tábor. V letech 1930–1975 byly osadou obce Hroby v okrese Tábor. Od 1. ledna 1976 jsou částí obce Radenín v okrese Tábor.

## Fotogalerie

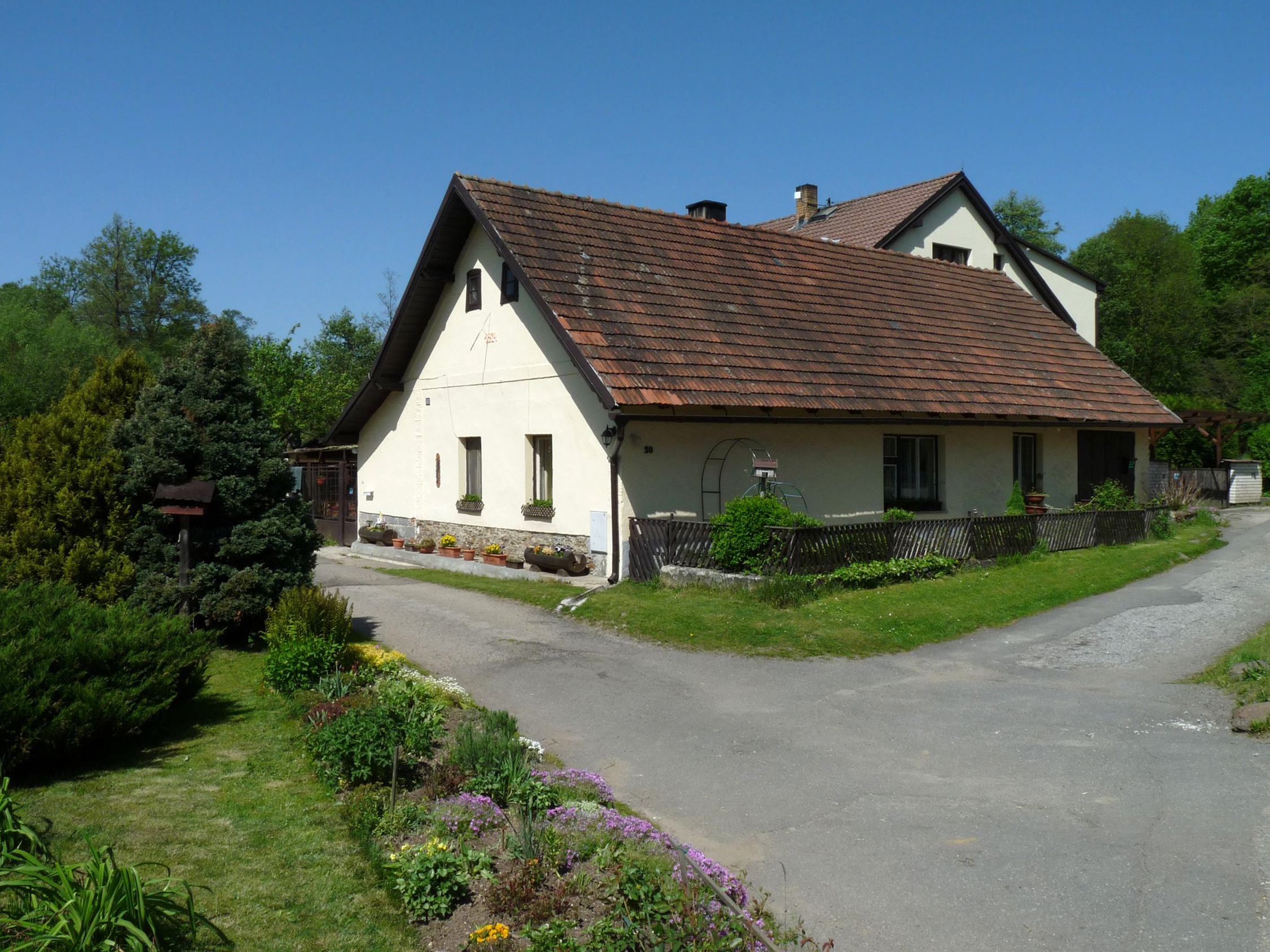
Stavení čp. 20
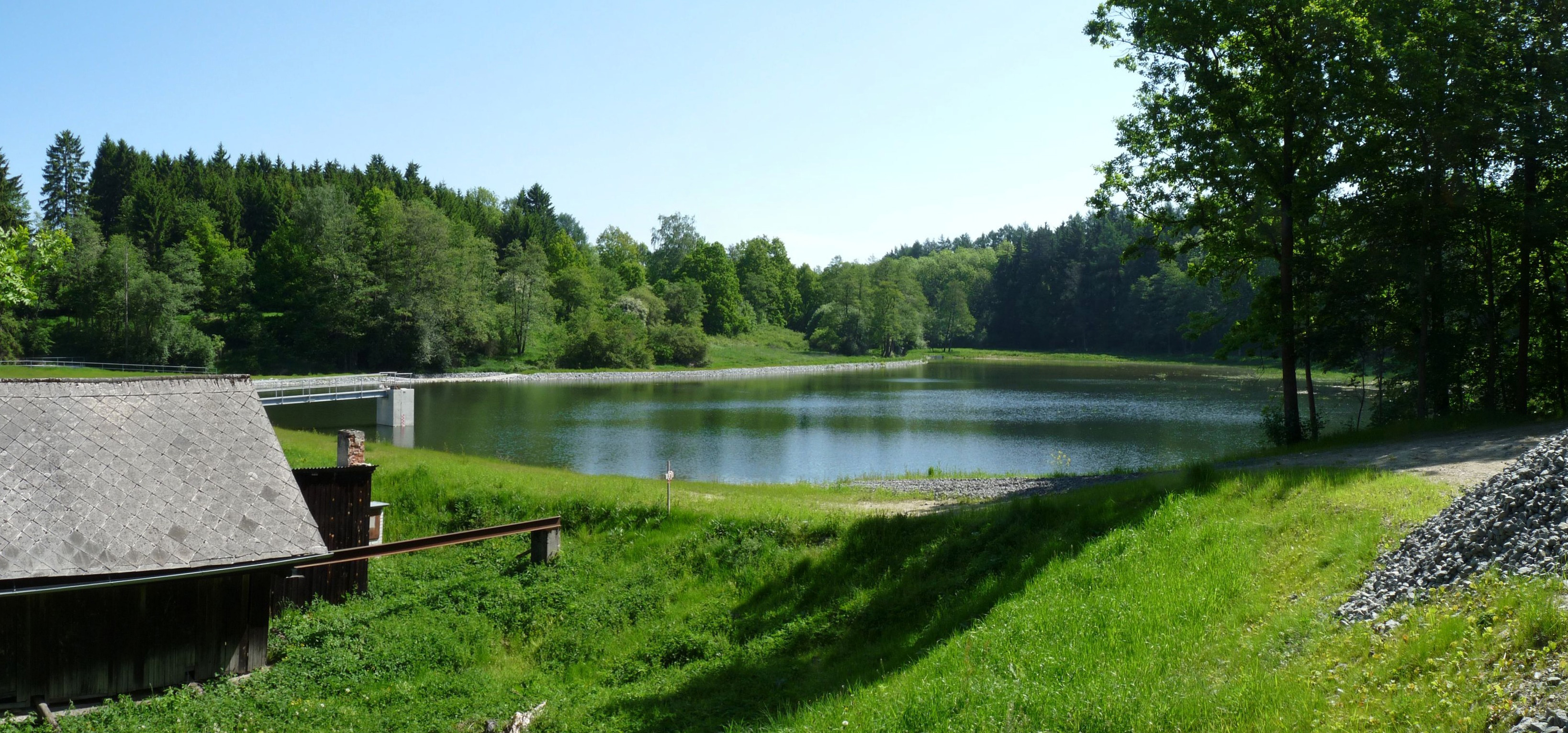
Rybník
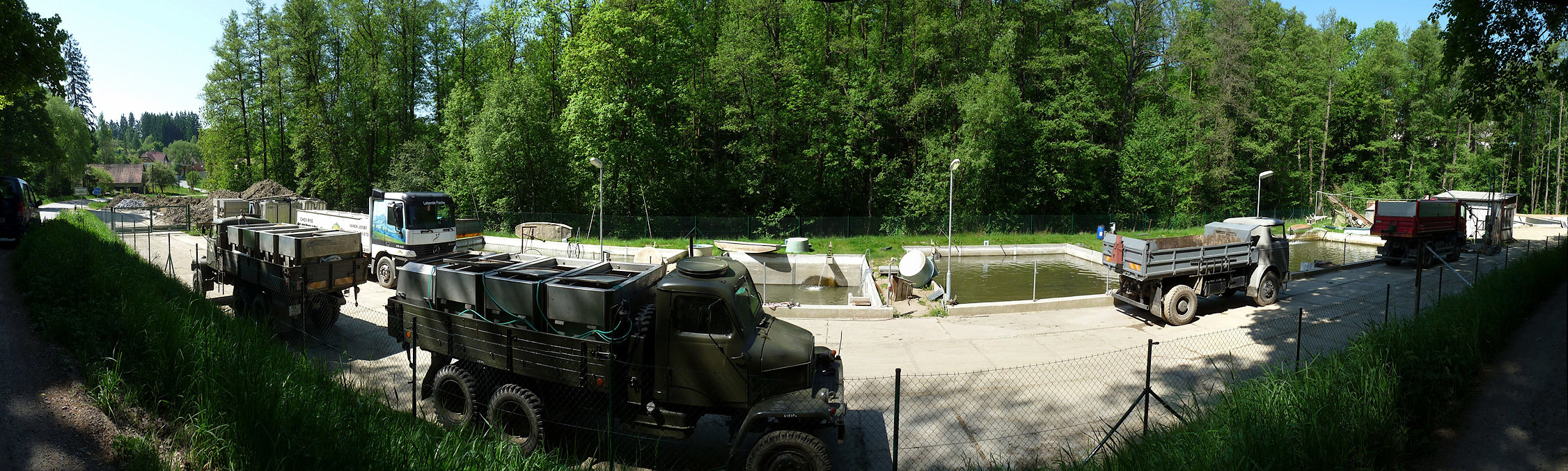
Sádky
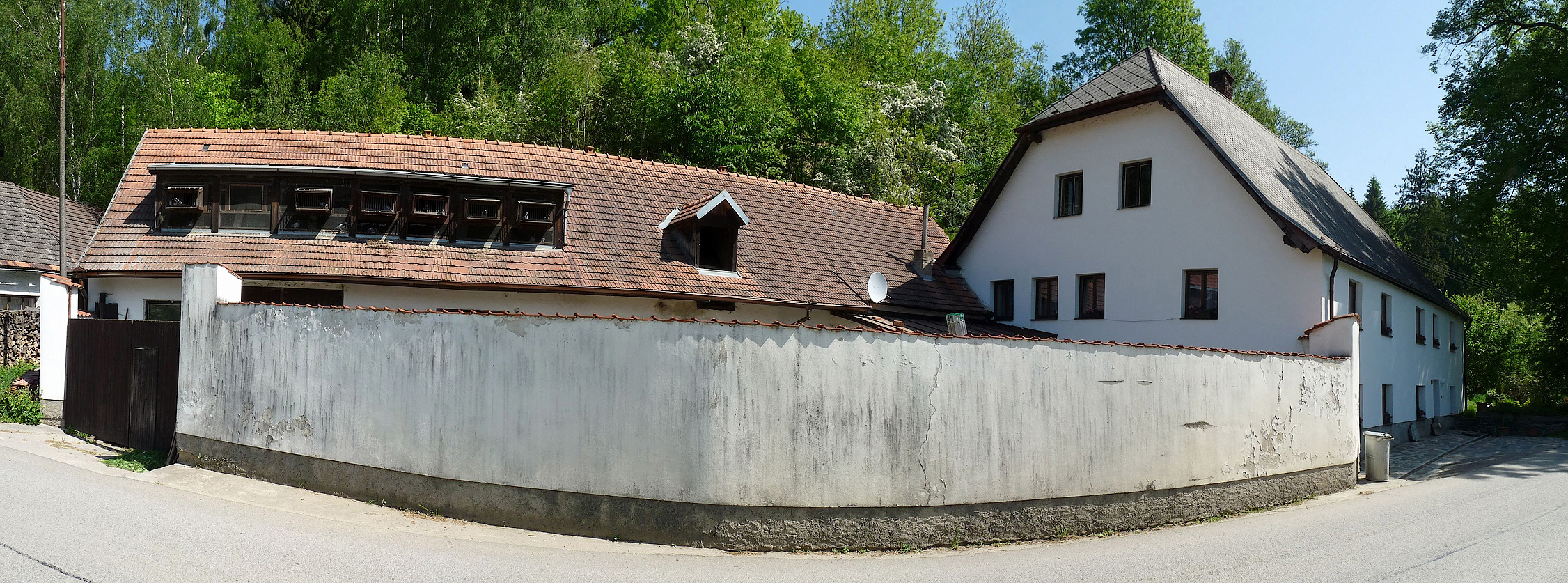
Bývalý mlýn
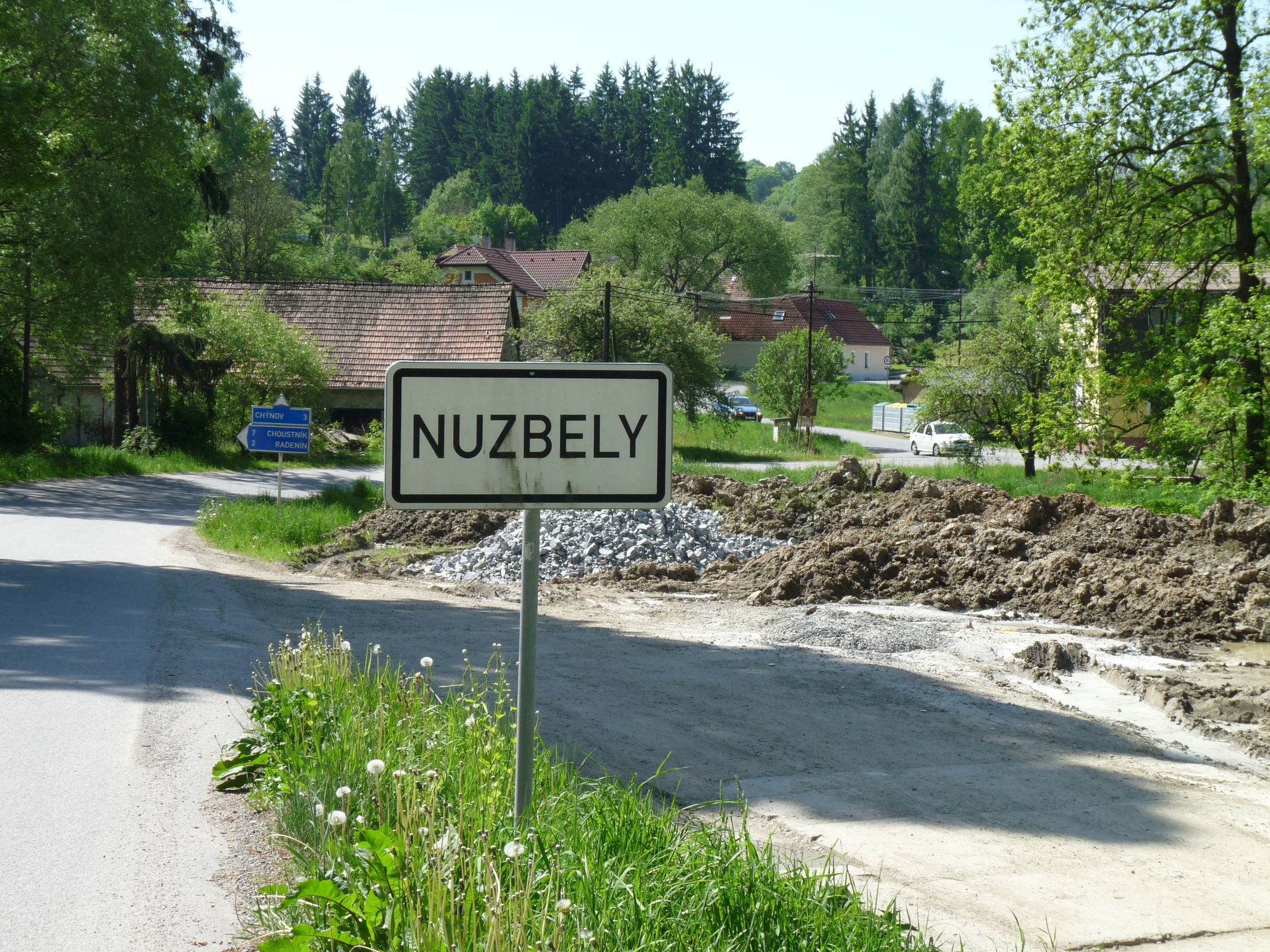
Začátek obce
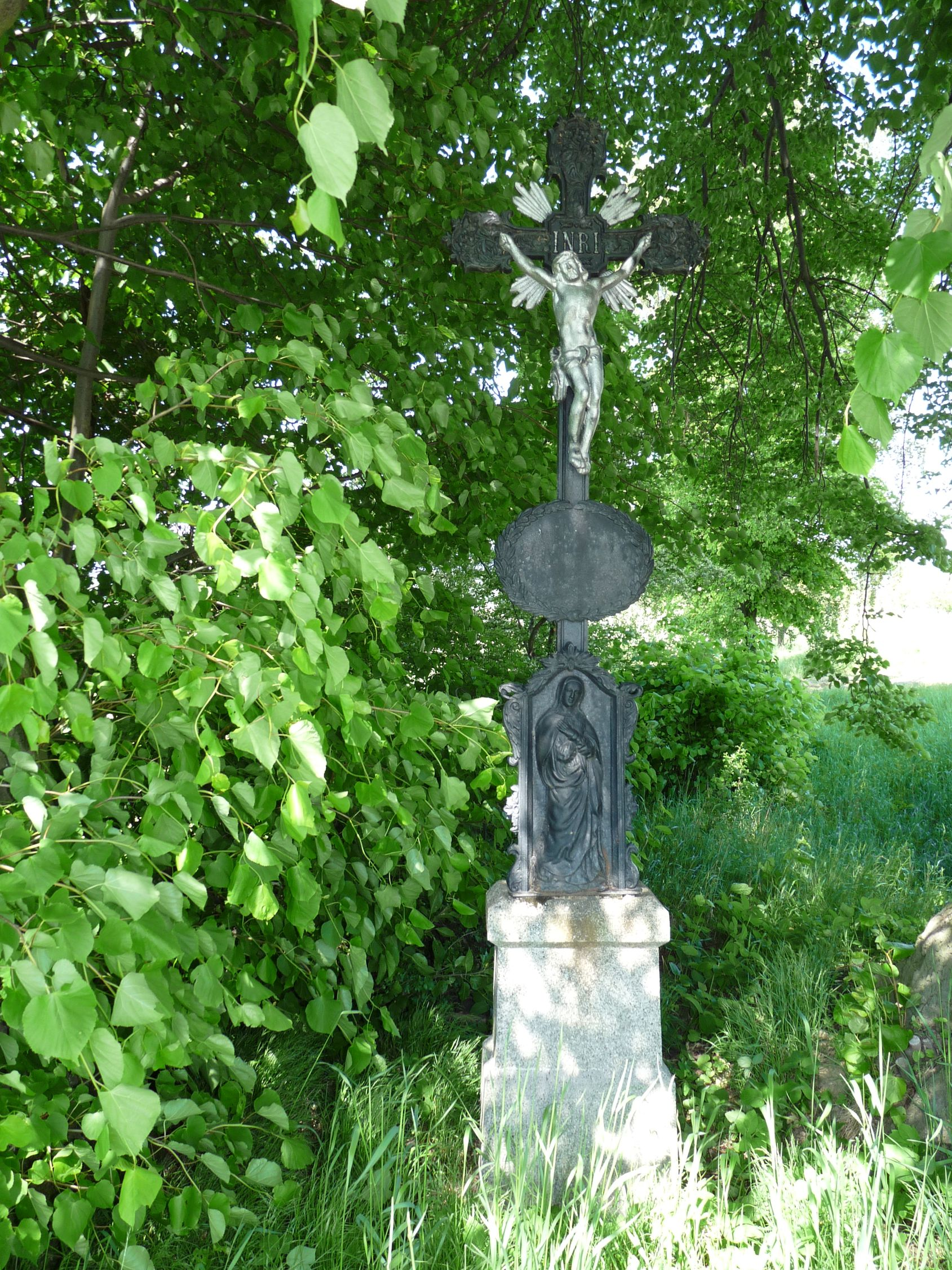
Křížek u obce